# Османська Триполітанія

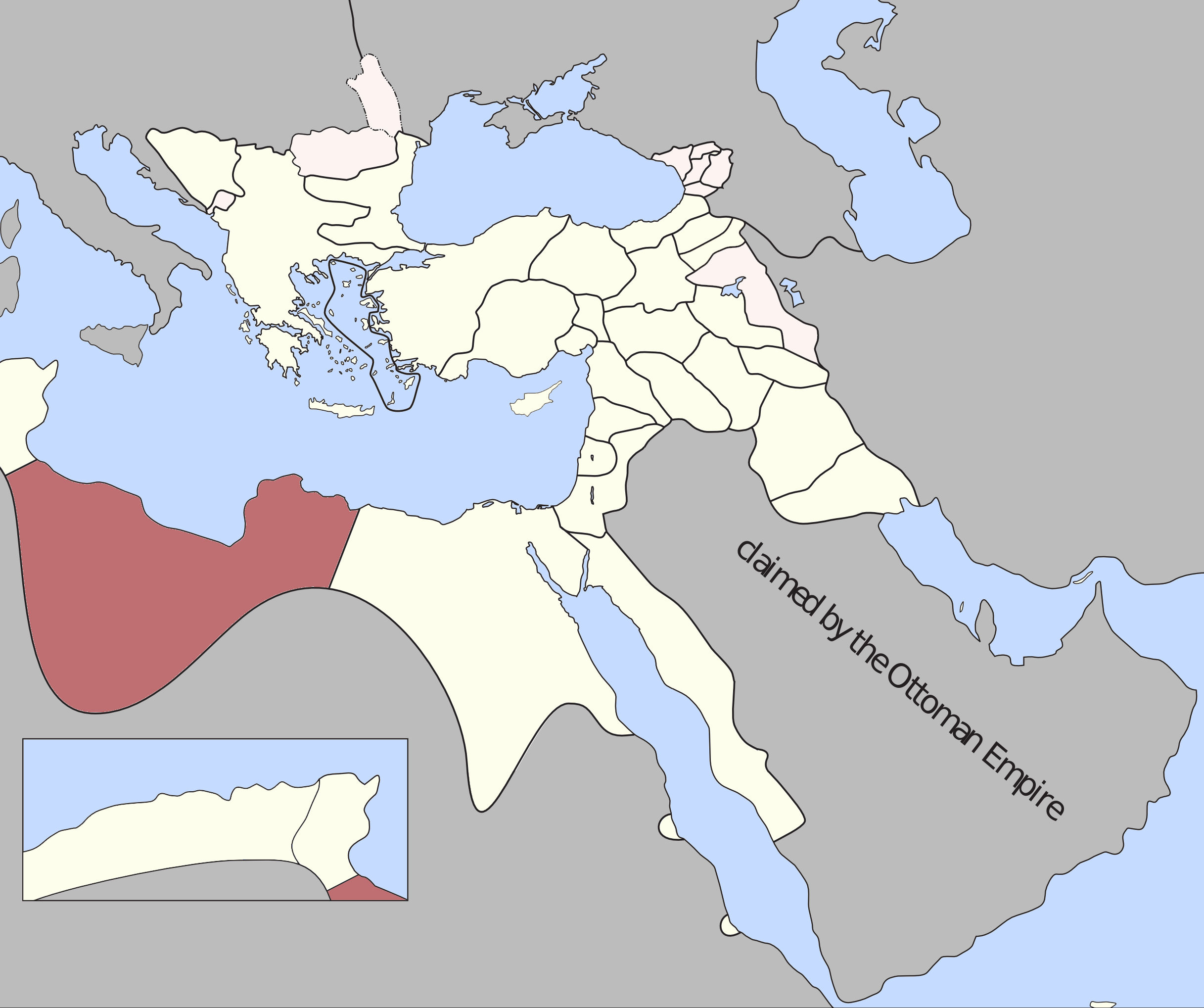
Еялет Триполітанія у 1795 році

Осма́нська Триполітанія — провінція османської імперії, що існувала спочатку у вигляді еялету (осман. ایالت طرابلس غرب‎) з 1551 до 1864 року, а потім вілаєту (осман. ولايت طرابلس غرب‎) — з 1864 до 1911 року. Утворення після захоплення Триполі та прибережної області в Мальтійського ордену. У 1711 році фактично вийшла з підпорядкування, де утворилася напівнезалежна династія Караманли. У 1835 році повернуто владу центрального уряду імперії. Залишалася останньою провінцією Османської імперії в Африці. У 1911 році втрачено внаслідок Італійсько-турецької війни.

## Історія

### Утворення
Напочатку XVI розпочалася запекла війна королівства Іспанія з підкорення узбережжя північної Африки. В цьому християни стикнулися з місцевими правителями та берберськими племенами. В 1510 році арагонській експедиції, надісланій королем Фернандо II вдалось захопити Триполі і встановити тут свою залогу. Суперники Іспанії виявилися нездатними протидіяти спочатку іспанським, а згодом імперським військам Карла V, тому вони звернулися по допомогу до найпотужнішої мусульманської країни того часу - Османської імперії. В результаті протягом 1530-х років Алжир опинився під владою османів. В Марокко місцеві династії перейшли у наступ проти Португалії та Іспанії. За цих умов утримувати Триполі з околицями виявилося доволі складно, оскільки були порушені комунікації. Тому у 1530 році Триполі було передано Карлом V лицарям-госпітальєрам, які зобов'язалися протистояти османським військам та флоту.
Ордену вдавалося до 1551 року утримувати Триполі за собою. Втім османи за підтримки берберів поступово захопили узбережжя Триполітанії, а 15 серпня 1551 року османський флот на чолі з Сінан-пашею та Тургут-реїсом захопив Триполі і вибив з нього іспансько-мальтійську залогу. З цього часу починається відлік існуванню османської Триполітанії. Спочатку було утворено бейлербейство Триполі, на чолі якого стояв бейлербей (першим бейлербеєм Триполі було призначено османського адмірала Тургут-реїса). Було надіслано яничарську залогу, яка стала в Триполі та найважливіших містах, на чолі яких поставленої беїв. Також в Триполі було сформовано флот.
З 1565 року в Триполі призначався паша, безпосередньо призначеному султаном в Стамбулі. Яничари швидко стали домінуючою силою в османської Лівії. Згодом відбулося підкорення внутрішніх районів сучасної Лівії (Феццану), захоплена Киренаїка. Проводилася політика протистояння знаті Триполітанії та Киренаїки. Водночас султанський уряд спрямовував приписи паші Триполі щодо спільних дій проти Іспанії та придушення місцевих заворушень.
Після битви при Лепанто та захоплення Тунісу у 1570-х роках значення Триполі для султанів підупало. Крім того, уряд Стамбулу зосередив увагу на війні з європейськими державами та Персією. Запеклі війні та постійні чвари послабило урядування.
З початку XVII ст. яничари почали самі обирати пашу, а в Стамбулі лише номінально затверджували. Водночас в цю боротьбу стали втручатися місцеві беї. Лише з 1584 до 1626 року змінилося 9 пашів. Послабленням центрального урядування намагалися скористатися деї Алжиру, щоб поширити владу на Триполітанію, проте це не вдалося. У 1626 році відбулася деяка стабілізація влади, завдяки діям роду Сакізлі, що правив до 1672 року. Після цього знову почалася боротьба за владу. До 1711 року змінилося 20 пашів.

### Правління Караманли
У 1711 році албанський військовик Ахмед Караманлі захопив владу, відсторонивши пашу. При цьому спирався на родинні зв'язки серед береберів, що мав по материнській лінії. Він зумів заснувати власну династію, яка протрималася 124 роки. завдяки його вправним діям Триполітанія поступово перетворилося на майже самостійну державу. Уряд османської імперії в цей час був заклопотаний війною з Австрією, Венецією та російською імперією. Тому не мав змови приборкати бунтівного військовика.
Разом з тим паші Караманли номінально визнавали зверхність Стамбула. Правителі доклали значних зусиль стосовно розбудови флоту, що завдавав значної шкоди середземноморській торгівлі. У 1793—1795 році вирувала внутрішня боротьба між представниками династії Караманли.
У 1798 році після захоплення Наполеоном Бонапартом Мальти зникла перешкода для нападів флоту Триполі на узбережжя Іспанії, італійських держав, Корсики. Європейські країни мусили відкупатися від триполітанських пашів. У травні 1801 року паша Юсуф Караманлі зажадав від Сполучених Штатів збільшення данини до 83 000 $, які уряд платив з 1796 за захист своєї торгівлі від піратства. Але її було відхилено, американський флот блокував Триполі, війна тягнулася до 3 червня 1805 року. На боці Триполі виступили також Туніс та Алжир. Але боротьба не виявила переможця.
У 1815 році паші Триполітанії брали участь в союзі з деєм Алжиру та беєм Тунісу в так званій Другій берберській війні проти Великої Британії, Нідерландів та США. Було завдано значної шкоди місту Триполі та самому флоту. Проте все швидко вдалося відновити. Втім за закінчення Наполеонових війн у Європі тамтешні держави почали вживати значних заходів щодо знищення піратства в Середземному морі. У 1830 році Франція захопила узбережжя Алжиру, цим позбавила пашів караманли важливого союзника.

### Відновлення влади султанів

Прапор вілаєту Триполітанія

Подальші невдачі та внутрішня боротьба за владу спричинили послаблення уряду. Цим скористалися османські війська, що у 1835 році захопили Триполітанію, поваливши династію Караманли.
Втім владу вдалося встановити лише на узбережжі Триполітанії та Киренаїки, найбільш родючих місцях. Лише 1842 року після приборкання берберських кланів Авлад Мухаммад і Авлад Сулейман було підкорено Феццан та приєднано до Триполітанії в статусі санджаку (поділено на судові округи када і адміністративний нах'я). У 1856 році в Феццані придушено нове повстання берберів.
З 1850-х років в областях на схід від Феццану проти османів почався рух берберських племен на чолі ісламським імамом Саїдом Мохаммедом Алі Сенуссі. Останній утворив у внутрішніх районах напівнезалежну державу зі столицею в оазі Джегбуб. Він розсилав по оазам своїх помічників (іхванів), що створювали комунаани та своєрідні монастирі, які стали центрами управління державою Сенуссі.
Незважаючи на спротив османський уряд у 1865 році перетворив Триполітанію на вілаєт (у відповідності із загальною адміністративною реформою імперії). З цього часу влада султанів залишалася тут стабільною, окрім Феццана.

### Ліквідація
Послаблення османської імперії після поразки у війні з Російською імперією 1877—1878 років, загальна політика європейських країн щодо розподілу Африку та Османської імперії, перші перемовини з чого відбулися на берлінському конгресі, призвели до загрози Триполітанії з боку Італії. Остання отримала запевнення з боку Великої Британії та Франції щодо невтручання у можливу війну Італії з османами.
Після остаточного підкорення Великою Британією Єгипту, а Францією — Тунісу у 1880-х роках, становище вілаєту Триполітанія опинилася під загрозою. Османській уряд не мав вже змоги надавати значну допомогу місцевим залогам. Водночас погіршувався загальний економічний стан імперії. Зрештою у 1911 році почалася італійсько-турецька війна, внаслідок якої 18 жовтня 1911 року вілаєт було ліквідовано. У 1912 році встановлено протекторат Італії.

## Адміністративний поділ
Спочатку еялет поділявся на 6 санджаків: Бенгазі, Триполі, Хомс, Джабал, Гарбі, Феццан. Після перетворення на вілаєт з нього виокремлено Бенгазі, що перетворився на окремий вілаєт (з 1888 року — самостійний санджак, згодом повернуто до вілаєту). Водночас Джебел поєднано з Гарбі. За дотримання законів призначалися каді (з місцевих питань) та хакіми.

## Економіка
У XVI ст. податки, що збирали в Триполітанії спеціальні чиновники дефердарі переважно йшли на зміцнення обороноздатності провінції, створення власного влату. Данина, яку відправляли до Стамбулу була незначною з огляду на бідність еялетиу (в середньому становила до 20 тис. флоринів на рік). Імпортували зерно, шкіра, ліс для суден, зброя та порох.
Основу економіки складало піратство, викуп за полонених, пограбування прибережних областей європейських держав та торгівельних суден. Найбільший зиск від піратства триполітанські паші мали з кінця XVII до 1-ї третини XIX ст. Водночас також було розвинено садівництво у плодючих місцях на узбережжі, особливо в Триполітанії та санджаці Бенгазі. Зберегалися традиційні ремесла, скотарство та рибальство. особливо розвинулося вівчарство та вирощування верблюдів.
За часів династії Караманли здійснено спробу розвинути транссахарську торгівлю. Є відомості про торгівлю з султанатами біля озера Чад.

## Очільники провінції

### Бейлербеї
- Мурад-ага (1551—1556)
- Тургут-реїс (1556—1565), водночас бейлербей Алжиру

### Паші
- Улуч Алі-паша (1565—1568), водночас дей Алжиру
- Яґ'я-паша (1568—1571)
- Кафер-паша (1571—1572)
- Мустафа-паша (1572—1574)
- Гайдар-паша (1574—1577), вперше
- Гасан Венеціано-паша (5 липня 1577—1578), водночас дей Алжиру
- Гайдар Паша (1578—1584), вдруге
- Сакізлі Мехмед-паша (1584—1585), вперше
- Рамазан-паша (1585—1589)
- Сакізлі Мехмед-паша (1589), вдруге
- Істанкойлу Ахмад-паша (1589—1590)
- Сакізлі Мехмед-паша (1590—1595), втретє
- Мемі Мехмед-паша (1595—1603)
- Сафер-дей (1603—1614)
- Шаріф-паша (1614—1626)
- Рамадан-дей (1626)
- Сакізлі Мехмед-паша (1626—1631)
- Сакізлі Осман-паша (1631—1672)
- Осман-дей (1672)
- Балі-Кавус-деї (1672—1675)
- Місирліоглу Ібрагім-паша (1675—1677)
- Інеболу Ібрагім Челебі-деї (1677)
- Істанкойлу Буюк Мустафа-деї (1677)
- Осман-деї (квітень 1677—1678)
- Ак Мехмед-Тимур-деї (1678—1682)
- Абаза Хуссейн-деї (1682)
- Чехарлі Абдулла-деї (1682—1683)
- Терзі Ібрагім-деї (1683)
- Халіл-паша (1683—1687)
- Мехмед-паша (жовтень 1687—1689)
- Боснак Ізмаїл-паша (1689—1695)
- Дестарі Мехмед-паша (1695—1700)
- Тургутлулу Кахвечі Осман-деї (1700)
- Геліболу Хакі Мустафа-деї (1700—1702)
- Халіл-паша (1702—1710 р.)
- Ісмаїл Хока-деї (1710—1711)
- Хакі Мустафа-деї (1711)
- Махмуд-Бей-деї (1711)

### Паші з династії Караманли
- Караманли Ахмед-паша (1711—1745)
- Мехмед Паша (1745—1754)
- Алі Паша I (1754—1793)
- Саїд Алі-паша (1793—1794)
- Ахмед Бей (1794—1796)
- Юсуф Паша (1796—1832)
- Алі Паша II (1832—1835)

### Валі
- Мустафа Некіп-паша (1835)
- Махмуд Раїф-паша (1835—1837)
- Чешмелі Гасан-паша (1837—1838)
- Мушар Алі Ашкар-паша (1838—1842)
- Мехмед Емін-паша (1842—1847)
- Рагип-паша (1847—1849)
- Ахмед Ізет-паша (1849—1852)
- Мустафа Нур-паша (1852—1855)
- Осман-паша (1855—1857)
- Ахмед Ізет-паша (1857—1860)
- Махмуд Недим-паша (1860—1867)

З 1867 році здійснювалося безпосереднє керування зі Стамбула.